# Diecéze Charlotte
Diecéze Charlotte (latinsky Dioecesis Carolinana) je latinské církevní území neboli diecéze katolické církve na západě Severní Karolíny ve Spojených státech. Je sufragánní diecézí metropolitní arcidiecéze Atlanta.
Diecézi Charlotte vede biskup, který je duchovním pastýřem v katedrále svatého Patrika v Charlotte. V diecézi se nachází bazilika svatého Vavřince v Asheville a opatská bazilika Panny Marie Pomocnice křesťanů (Belmont Abbey) v Belmontu.

## Statistika
Diecéze Charlotte se rozkládá na ploše 20 700 čtverečních mil (54 000 km2) v Severní Karolíně a zahrnuje 46 okresů. Zahrnuje tři hlavní osídlení:
- Greensboro, High Point a Winston-Salem
- Charlotte
- Horská oblast Severní Karolíny[2]

Diecéze má deset vikariátů. Jsou to Albemarle, Asheville, Boone, Gastonia, Greensboro, Hickory, Mecklenburg, Salisbury, Smoky Mountain a Winston-Salem.
V roce 2010 žilo v diecézi přibližně 174 689 registrovaných katolíků. Toto číslo nezahrnovalo odhadovaných 230 000 hispánských nebo latinskoamerických katolíků bez dokladů. Katolická farnost svatého Matouše v Charlotte s více než 35 000 členy byla v roce 2017 nejlidnatější farností ve státě. V roce 2024 dosáhl celkový počet katolíků 530 000.

## Historie

### Raná historie
Před americkou válkou za nezávislost a během ní spadali katolíci ve všech britských koloniích v Americe pod jurisdikci Apoštolského vikariátu londýnského distriktu v Anglii. Diskriminace a pronásledování katolíků v kolonii Severní Karolína byly běžné, dokud se v roce 1729 nestala královskou kolonií. Každý, kdo chtěl zastávat veřejný úřad, musel podepsat přísahu, že protestantismus je pravá křesťanská víra.
Po přijetí americké ústavy v roce 1789 po ukončení americké revoluce byla katolíkům zaručena svoboda vyznání v celém novém státě.
Papež Pius VI. zřídil v roce 1784 apoštolskou prefekturu Spojených států, která zahrnovala celé území USA. O pět let později tuto prefekturu přeměnil na diecézi Baltimore. 11. července 1820 papež Pius VII. zřídil diecézi Charleston. Z tehdejší baltimorské arcidiecéze vyňal státy Georgie, Severní a Jižní Karolína.
Na počátku 19. století začali do Severní Karolíny přicházet irští katoličtí přistěhovalci, aby pracovali na železnici a dalších stavbách. Kostel sv. Petra, založený v Charlotte v roce 1851, byl prvním stálým katolickým kostelem v regionu. Většina jeho financování pocházela od protestantů, na které zapůsobily kazatelské schopnosti prvního kněze Jeremiaha J. O'Connella.

### Apoštolský vikariát Severní Karolíny a opatství Belmont

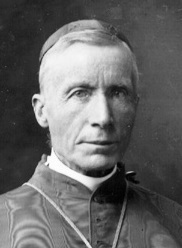
Arcibiskup James Gibbons

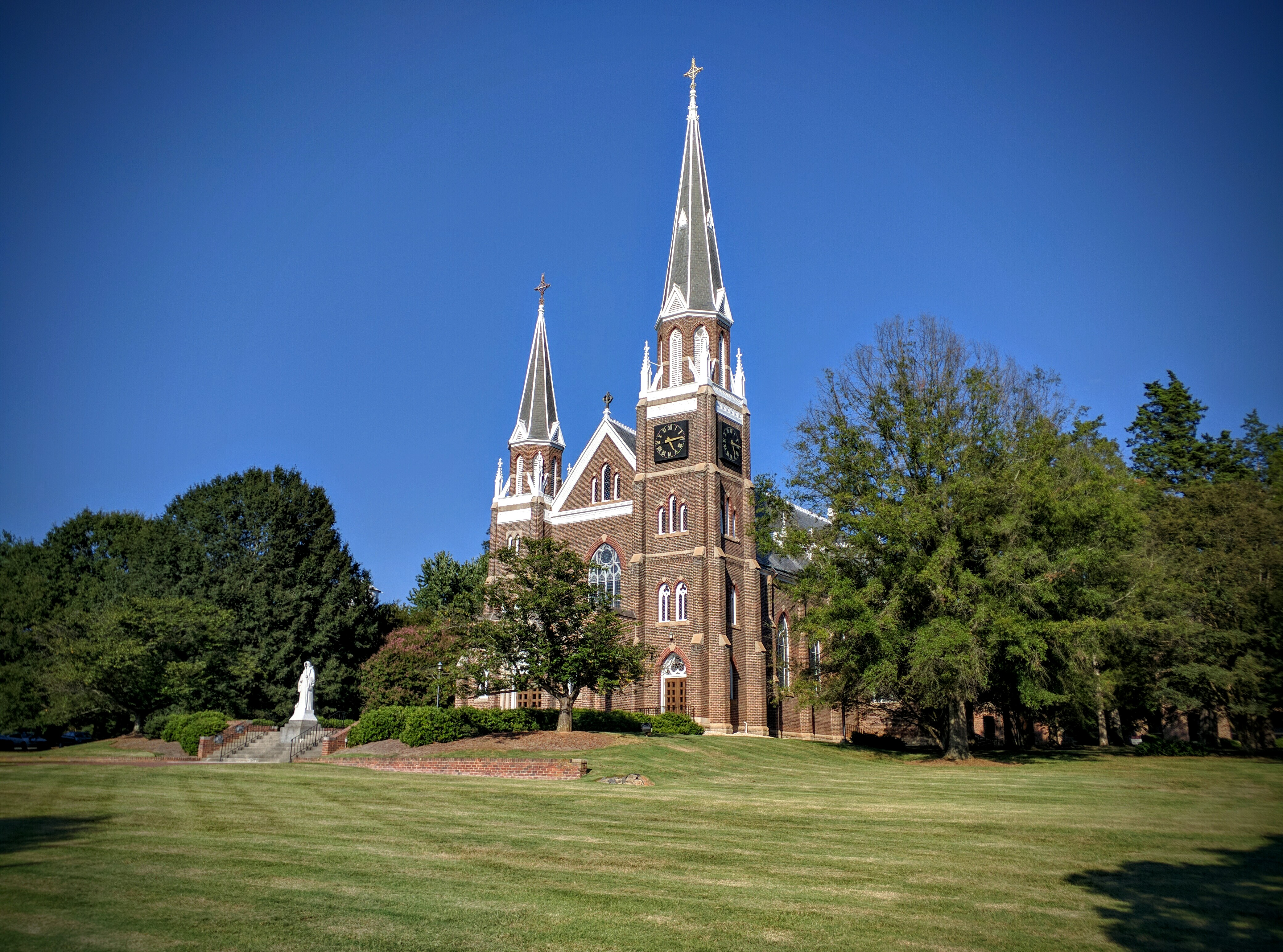
Belmontské opatství v Belmontu v Severní Karolíně

3. března 1868 papež Pius IX. zřídil apoštolský vikariát Severní Karolíny a vyňal Severní Karolínu z diecéze Charleston. Tehdy papež jmenoval prvním apoštolským vikářem Jamese Gibbonse z baltimorské arcidiecéze.
Když se Gibbons stal apoštolským vikářem, čítala Severní Karolína méně než 700 katolíků. Během prvních čtyř týdnů ve funkci urazil téměř tisíc mil, navštívil města a misijní stanice a uděloval svátosti. Spřátelil se také s mnoha protestanty, kterých bylo ve státě výrazně více než katolíků, a kázal v jejich kostelech. Gibbons přivedl ke katolictví mnoho konvertitů. V roce 1872 Pius IX. jmenoval Gibbonse biskupem richmondské diecéze. Dalších 11 let Vatikán nejmenoval nového apoštolského vikáře v Severní Karolíně.
Prvním katolickým kostelem v Greensboro byl kostel sv. Benedikta založený v roce 1877. Později jej financovala sestra Katharine Drexelová, aby zajistila místa pro Afroameričany. V roce 1876 vyslalo arciopatství svatého Vincenta v Latrobe v Pensylvánii do západní části Severní Karolíny skupinu benediktinských mnichů. Ti zakoupili pozemky u Charlotte a založili převorství Belmont. Papež Lev XIII. v roce 1884 povýšil belmontské převorství na Belmontské opatství. V té době si mniši v Belmontu zvolili Lea Haida za svého prvního opata.
V roce 1881 Lev XIII. jmenoval Henryho P. Northropa novým apoštolským vikářem Severní Karolíny. O dva roky později papež jmenoval Northrupa také biskupem charlestonské diecéze. Northrup zastával obě funkce až do roku 1888, kdy mu Vatikán povolil rezignovat na funkci apoštolského vikáře a sloužit pouze jako biskup charlestonský.
V roce 1888 Lev XIII. jmenoval Haida místo Northrupa apoštolským vikářem Severní Karolíny, přičemž Haidovi umožnil zůstat opatem v Belmontu. V roce 1910 papež Pius X. jmenoval opatství Belmont územním opatstvím a svěřil mu kontrolu nad osmi okresy z apoštolského vikariátu Severní Karolíny. Haid nyní vedl dvě různé katolické jurisdikce v Severní Karolíně. Haid zemřel v roce 1924.

### Diecéze Raleigh
12. prosince 1924 povýšil papež Pius XI. apoštolský vikariát Severní Karolíny na diecézi Raleigh, čímž se stala první katolickou diecézí v Severní Karolíně. Papež jmenoval jejím prvním biskupem monsignora Williama Hafeyho z Baltimoru. V roce 1937 Pius XI. jmenoval Hafeyho biskupem koadjutorem diecéze Scranton. Na místo Hafeye jako biskupa v Raleighu jmenoval papež téhož roku monsignora Eugena J. McGuinnesse z filadelfské arcidiecéze. V roce 1944 papež Pius XII. převedl sedm okresů z Belmontského opatství do diecéze Raleigh. Později v roce 1944 Pius XII. jmenoval McGuinnesse biskupem diecéze Oklahoma City.
Pius XII. jmenoval v roce 1944 novým biskupem v Raleighu Vincenta Waterse z richmondské diecéze. Waters byl některými diecézními duchovními obviňován, že si ponechal nečinný církevní majetek v hodnotě milionů dolarů, zatímco některé farnosti byly zadlužené. Odmítl také žádosti o vytvoření kněžského senátu; 20 % jeho kněží zaslalo do Vatikánu žádost, v níž žádali Watersovo odvolání.
V roce 1953 Waters nařídil rasovou desegregaci všech katolických kostelů a škol v diecézi. Rasovou segregaci označil za produkt „temna“ a prohlásil, že „nastal čas, aby skončila.“
Řekl také,
„Jako Jižan si nejsem vědom síly tohoto viru předsudků mezi některými lidmi na Jihu i na Severu. Vím však, že na tento virus existuje lék, a tím je naše víra.“
V roce 1960 papež Jan XXIII. převedl Gaston County, poslední okres Belmontského opatství, do diecéze Raleigh. Ačkoli Belmontské opatství zůstalo územním opatstvím, mělo nyní jurisdikci pouze nad svým vlastním areálem. V roce 1962 Jan XXIII. povýšil diecézi Atlanta na arcidiecézi Atlanta. Diecézi Raleigh a opatství Belmont určil jako sufragány nové arcidiecéze. 

### Diecéze Charlotte

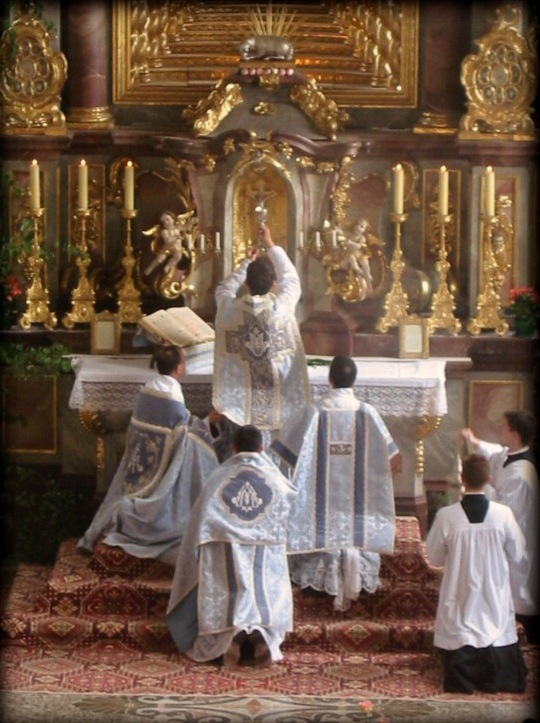
Slavení tridentské mše svaté

Diecézi Charlotte zřídil papež Pavel VI. v roce 1971, kdy její území převzal od diecéze Raleigh. V té době žilo v oblasti něco málo přes 34 000 katolíků. Prvním biskupem v Charlotte jmenoval Pavel VI. monsignora Michaela Begleyho z Raleighu. Pavel VI. v roce 1977 ukončil status Belmontského opatství jako územního opatství, které se tak stalo jen další katolickou institucí v diecézi Charlotte. Begley odešel do důchodu v roce 1984.
Papež Jan Pavel II. jmenoval Johna Donoghuea z washingtonské arcidiecéze druhým biskupem v Charlotte v roce 1984. Počet katolíků v Charlotte stále rostl, což vedlo Donoghuea k tomu, že na počátku 90. let prohlásil, že to bude desetiletí evangelizace. V roce 1993 ho Jan Pavel II. jmenoval arcibiskupem v Atlantě.
V roce 1994 Donoghuea ve funkci biskupa v Charlotte vystřídal pomocný biskup William G. Curlin z washingtonské arcidiecéze. Curtin zahájil první iniciativu za dostupné bydlení v diecézi a soustředil se na službu starým, nemocným a umírajícím lidem. Jako biskup Curlin pokračoval ve službě chudým, vysvětil 28 mužů na kněze a otevřel řadu kostelů po celé diecézi. V roce 1995 pozval Curlin Matku Terezu, aby promluvila v Charlotte Coliseum, kam přišlo více než 19 000 lidí. V témže roce Curlin prohlásil, že každý kněz v diecézi, který bude obviněn ze sexuálního zneužívání nezletilých, bude okamžitě odvolán ze služby. Curlin sloužil až do svého odchodu do důchodu v roce 2002. V tomto roce se diecéze rozrostla na přibližně 87 000 katolíků. V roce 2003 Jan Pavel II. jmenoval Mons. Petera J. Jugise, soudního vikáře diecéze, jejím čtvrtým biskupem.
V červenci 2007 vydal Benedikt XVI. apoštolský list Summorum Pontificum, který s určitými omezeními umožnil všem kněžím sloužit tridentskou latinskou mši. V říjnu 2007 sloužil tuto mši, poprvé v diecézi od roku 1969, reverend Samuel Weber v Davisově kapli univerzity Wake Forest. Jugis poznamenal, že diecéze se snaží vyjít vstříc těm, kteří mají vztah k tridentské mši. V roce 2008 byla tridentská mše poprvé po téměř 40 letech sloužena v kostele Our Lady Of Grace v Greensboro za Jugisovy účasti.
Lonnie Billard, zastupující učitel na střední katolické škole v Charlotte, byl v roce 2014 propuštěn diecézí poté, co na sociálních sítích oznámil svůj záměr oženit se s jiným mužem. Billard zažaloval diecézi za sexuální diskriminaci, ale u soudů nižší instance prohrál. V roce 2021 vyhrál případ v odvolacím řízení u federálního soudu.
Jugis v září 2020 otevřel vysokoškolský seminář svatého Josefa v Mount Holly, aby připravil více kněží pro diecézi. V roce 2021 papež František s odvoláním na ideologické používání tridentské mše přidal nová omezení pro její používání.
V roce 2021 oslavila diecéze padesáté výročí svého založení. Na konci roku Jugis formálně požádal Vatikán, aby diecézi Charlotte svěřil pod patronát Panny Marie, Matky Boží.
Jugis v roce 2023 podal rezignaci na funkci biskupa v Charlotte kvůli chronickému onemocnění ledvin, které mu znemožňovalo pokračovat v práci. Během jeho funkčního období se počet katolíků v diecézi zdvojnásobil na více než 530 000. Počátkem roku 2024 Jugis oznámil plány na výstavbu nové katedrály s odkazem na nedostačující prostory stávajícího objektu. Stavba by měla začít v roce 2030.
9. dubna 2024 papež František jmenoval Michaela Martina novým biskupem v Charlotte.

## Případy sexuálního zneužívání
V listopadu 2019 přijal zákonodárný sbor Severní Karolíny zákon o prodloužení promlčecí lhůty pro podávání žalob za sexuální zneužívání. Zatímco Severní Karolína neměla žádnou promlčecí lhůtu pro trestní případy sexuálního zneužívání, stále měla promlčecí lhůtu pro občanskoprávní žaloby za sexuální zneužívání.
V prosinci 2019 diecéze postavila Patricka T. Hoareho, faráře v katolickém kostele svatého Matouše v Charlotte, mimo službu. Obdržela obvinění, že se Hoare před vstupem do kněžského stavu a po něm věnoval nevhodným vztahům s nezletilými. Hoare obvinění popřel. V roce 2020 diecéze Hoareho trvale odvolala z funkce pastora kostela svatého Matouše. Hoare se proti svému odvolání odvolal k vatikánskému dikasteriu pro klérus v Římě, to však bylo zamítnuto. V roce 2022 se pak odvolal k dílčímu senátu Apoštolské signatury v Římě, ale byl opět zamítnut. Hoare v listopadu 2022 podal konečné odvolání k plénu Apoštolské signatury.
V prosinci 2019 také biskup Jugis zveřejnil seznam 14 kněží, kteří byli v diecézi od roku 1972 věrohodně obviněni ze sexuálního zneužívání. V březnu 2020 diecéze přidala na tento seznam další dvě jména. Tento seznam nezahrnoval duchovní obviněné ze sexuálního zneužívání na území spravovaném diecézí před rokem 1972. Tito muži byli uvedeni v seznamu nazvaném „Západní Severní Karolína“. Samostatně byli uvedeni také bývalí duchovní, kteří sloužili v diecézi, ale byli obviněni z páchání sexuálního zneužívání „jinde“.

### Případ Yurgel
V roce 2009 byl zatčen Robert Yurgel, bývalý kněz z farnosti svatého Matouše, který se přiznal k sexuálnímu deliktu druhého stupně na nezletilé osobě. Yurgel v roce 1999 sexuálně zneužil čtrnáctiletého ministranta. V únoru 2009 se Yurgel přiznal k obtěžování dětí a byl odsouzen k sedmi letům státního vězení. V roce 2000 byl propuštěn z řádu menších bratří kapucínů a Vatikán ho laicizoval. Oběť zažalovala Jurgela a diecézi. Případ byl urovnán za odškodné ve výši 1 milionu dolarů a dalších 40 000 dolarů na zaplacení terapie oběti. Yurgel byl propuštěn z vězení v srpnu 2016. V prosinci 2020 podal žalobu na diecézi muž z Kalifornie, který tvrdil, že ho Robert Yurgel sexuálně zneužil, když mu bylo pět až sedm let, ve farnosti svatého Matouše na konci 90. let 20. století.

### Případ Spangenberg
14. srpna 2018 zveřejnil generální prokurátor státu Pensylvánie zprávu velké poroty, v níž jmenoval 301 kněží, kteří jsou zodpovědní za údajné zneužívání více než 1 000 dětí v šesti pensylvánských diecézích po dobu 70 let. Jedním z nich byl Robert Spangenberg, kněz z Kongregace Svatého Ducha, který působil v diecézích Charlotte a Raleigh. Spangenberg byl v 90. letech 20. století farářem ve farnosti svatého Jakuba v Hamletu v Severní Karolíně. Diecéze Charlotte uvedla, že od Kongregace Ducha Svatého nikdy neobdržela žádné podněty ohledně Spangenbergova chování v Pensylvánii a že na něj v Severní Karolíně nebyly žádné stížnosti.

### Případ West
25. března 2019 diecéze oznámila, že její generální vikář a kancléř Mauricio West rezignoval na své funkce. Diecéze obdržela obvinění proti Westovi z nevyžádaných sexuálních návrhů vůči dospělému studentovi na Belmont Abbey College v Belmontu v 80. letech 20. století. West, který si vzal dovolenou, všechna obvinění popřel. Laická kontrolní komise diecéze shledala tato obvinění věrohodnými. V listopadu 2019 byly proti Westovi podány další čtyři stížnosti na sexuální delikty. Dvě obvinění pocházela od zaměstnanců diecéze, další dvě od studentů Belmontu.

### Případy Kelleher a Farwell
Dne 14. dubna 2020 byly proti diecézi podány dvě žaloby za sexuální zneužívání. Žalobci tvrdili, že diecéze chránila dva věrohodně obviněné kněze, Richarda Farwella a Josepha Kellehera. Žaloby byly podány již dříve, ale obě byly zamítnuty kvůli předchozímu promlčení. Žalobci mohli žalovat znovu díky změnám v zákonech státu Severní Karolína z roku 2019.
- Žalobu na Kellehera podal muž z Georgie, který tvrdil, že ho Kelleher v letech 1977 až 1978 v Severní Karolíně jako teenagera několikrát sexuálně napadl. Soudce v roce 2010 žalobu zamítl z důvodu uplynutí promlčecí lhůty. Jiný soudce zamítl trestní řízení z roku 2014, protože Kelleherovi byla diagnostikována demence a nebyl způsobilý k soudnímu řízení.[48]
- Farwellovu žalobu podal muž ze Severní Karolíny, který byl v roce 1977 teenagerem. Tvrdil, že ho Farwell začal zneužívat poté, co se ke knězi dostavil na duchovní vedení. Žalobce podal žalobu na Farwella v roce 2011, ale ta byla zamítnuta z důvodu promlčení. Farwella později obvinil druhý muž. Farwell byl později odsouzen za účast na trestné činnosti vůči nezletilým, dostal podmíněný trest a v roce 2005 byl odvolán z duchovní služby.[48][49]

### Případ Baker
V listopadu 2021 zažaloval diecézi muž, který tvrdil, že ho v 80. letech sexuálně zneužil diecézní kněz Donald Baker. Žalobce se se svým obviněním obrátil na diecézi v roce 2017 a uvedl, že ho Baker zneužíval od svých sedmi let v letech 1985-1989. Baker odstoupil ze služby v roce 1994; v roce 2016 byl přidán na seznam diecézních kněží s věrohodnými obviněními ze sexuálního zneužívání nezletilých.

### Případ Gillespie
V listopadu 2021 zažaloval diecézi muž, který tvrdil, že byl jako nezletilý sexuálně zneužit Francisem Gillespiem na konci 90. let, kdy sloužil jako farář ve farnosti Panny Marie Nanebevzaté. Žalobcův právní zástupce oznámil údajné zneužití v září 2021 Jugisovi a Tovaryšstvu Ježíšovu, které penzionovaného kněze okamžitě suspendovalo.

## Biskupové Charlotte
1. Michael Joseph Begley (1971–1984)
2. John Francis Donoghue (1984–1993)
3. William G. Curlin (1994–2002)
4. Peter Joseph Jugis (2003–2024)
5. Michael Thomas Martin (2024 – současnost)

## Catholic News Herald
Nezaměňovat s Catholic Herald
Catholic News Herald je oficiální tiskovinou diecéze Charlotte. Zveřejňuje zprávy z diecéze, všeobecné katolické a světové zprávy s katolickým pohledem. Noviny byly založeny v roce 1991 a vydávají 26 čísel ročně. Součástí vydání je také pravidelná španělská příloha.

## Vzdělávání

### Katolické školy v oblasti Mecklenburg (MACS)
Diecéze provozuje devět katolických škol v oblasti Charlotte jako součást systému MACS.

#### Střední školy
- Charlotte Catholic High School – Charlotte
- Christ the King Catholic High School – Huntersville[53]

#### Základní školy
- Holy Trinity Catholic Middle School – Charlotte
- Our Lady of Assumption Catholic School – Charlotte
- St. Ann Catholic School – Charlotte
- St. Gabriel Catholic School – Charlotte
- St. Mark Catholic School – Huntersville
- St. Matthew Catholic School – Charlotte
- St. Patrick Catholic School – Charlotte[53]

### Školy, které nejsou součástí systému MACS
Diecéze provozuje dvě střední školy a deset středních a základních škol mimo město Charlotte.

#### Střední školy
- Bishop McGuinness Catholic High School – Kernersville[54]
- Canongate Catholic High School – Arden

#### Základní školy
- Asheville Catholic School – Asheville
- Immaculata Catholic School – Hendersonville
- Immaculate Heart of Mary Catholic School – High Point
- Our Lady of Grace Catholic School – Greensboro[55]
- Our Lady of Mercy Catholic School – Winston-Salem
- Our Lady of the Assumption – Charlotte
- Sacred Heart Catholic School – Salisbury
- St. Leo Catholic School – Winston-Salem
- St. Michael Catholic School – Gastonia
- St. Pius X Catholic School – Greensboro[54]

### Seminář
St. Joseph College Seminary – Mount Holly

## Významné farnosti

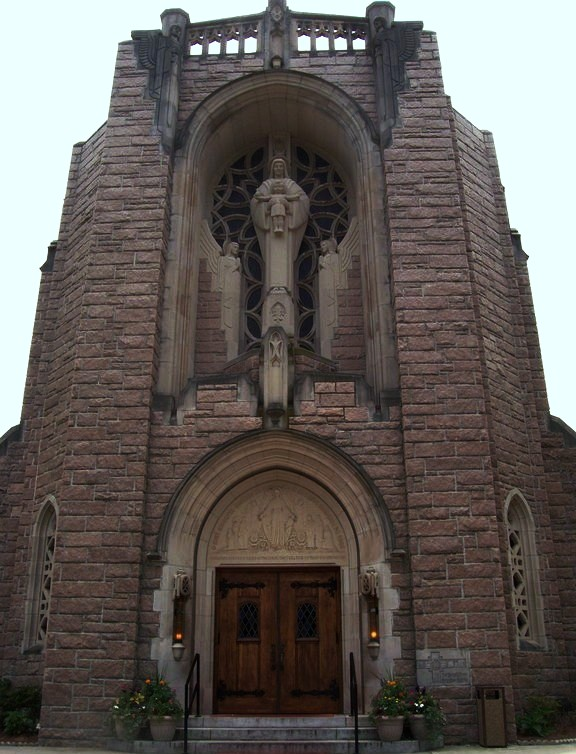
Our Lady of Grace Church v Greensboro v Severní Karolíně

- Basilica of Our Lady Mary Help of Christians – Belmont
- Basilica of St. Lawrence – Asheville
- Katedrála sv. Patrika – Charlotte
- Our Lady of Grace – Greensboro
- St. Benedict – Greensboro
- St. Matthew – Charlotte
- St. Peter's – Charlotte
- St. Philip's – Statesville
- Sacred Heart – Salisbury